# ピエール・ポワリエーヴル
ピエール・ポワリエーヴル（Pierre Poilievre、1979年6月3日 - ）は、カナダの政治家。2022年9月よりカナダ保守党党首を務める。2004年カナダ総選挙にて25歳でカナダ保守党のメンバーとしてネピアン＝カールトン選挙区よりカナダ下院に選出された。

## 経歴
16歳のアイルランド系の母によって1979年6月3日にアルバータ州カルガリーで生まれる。生後すぐにカルガリーに住むフランス系カナダ人で教師だったポワリエーヴル夫妻に養子に出され、その時の姓ポワリエーヴルを名乗っている。
2004年にオタワ近郊のネピアン＝カールトン選挙区より出馬し保守党議員として当選。25歳で議員となった。2008年にカルガリー大学を卒業。2006年から2013年まではスティーヴン・ハーパー元首相の秘書を務めていた。2013年に与党だったハーパー政権の下で民主改革大臣、2015年には雇用社会発展大臣を務めた。
エリン・オトゥール党首の辞任を受け2022年9月10日に新たにカナダ保守党党首に就任した。ポワリエーヴル自らをリバタリアンと自称している。
2025年4月28日執行の総選挙は当初、自由党政権のジャスティン・トルドー首相が不人気だったこともあり1月時点では保守党の勝利が予想されていた。しかし3月に自由党党首に就任したマーク・カーニー首相が反ドナルド・トランプの姿勢を掲げ支持を集めたことで形勢が逆転し、選挙では自由党に過半数こそ取らせなかったものの敗北。自身も落選するという憂き目にあった。その後、アルバーダ州選出の保守党議員ダミアン・クレク（クレック）が、ポワリエーヴルに議席を譲るために辞意を表明した。アルバーダ州は保守党の地盤であり、クレクも2025年の選挙で8割以上の得票を得ている。

## 人物
少年期はアイスホッケーをプレーし、カルガリーのヘンリーワイズウッド高校時代に政治に関心を持ち、保守党の会合に出席してミルトン・フリードマンの本を読む。カナダ改革党やアルバータ進歩保守党に所属して政治活動を開始する。10代半ばで両親が離婚、父親はゲイとなった。
高校卒業後はカルガリー大学に進学。カルガリー大学では国際関係論を専攻しカナダ同盟党首だったストックウェル・デイ議員の元で働く。
2017年12月にベネズエラ出身のアナイダ・ガリンドと結婚、2018年に第一子の長女、2021年に第二子長男をもうける。
英語とフランス語のバイリンガルである。フランス語はフランス系カナダ人の父ドナルドに幼少期から教わって育てられた。

## 選挙歴
2004年、2006年、2008年、2011年、2015年、2019年、2021年と過去7回連続でネピアン＝カールトン/カールトン選挙区で当選を果たしていた。しかし、保守党の党首として臨んだ2025年の総選挙では自由党の対抗候補に敗れ落選した。

## 政策
自らをリバタリアンと称しており、ポピュリストと評価されることもある。
- 小さな政府、緊縮財政を支持
- 中央銀行を批判し、ビットコインを含めた仮想通貨の導入を支持。カナダはブロックチェーンの首都を目指す。
- 2022年ロシアのウクライナ侵攻をうけてウクライナへの軍事支援を支持。ウクライナ避難民の受け入れを支持。しかし、ウクライナ上空の飛行禁止空域制定にはカナダの戦争関与につながるとして反対。
- 炭素税には反対するが地球温暖化対策を支持、電気自動車の普及等の環境技術による対策を支持
- 合法的な移民受け入れには賛成、不法移民の取り締まりには強化。
- 世界経済フォーラム(WEF)と関係の深い閣僚の追放を主張。しかし、自身もWEFに参加していた過去がある。
- 中絶権利擁護派
- 同性婚に賛成
- マリファナ・大麻の合法化支持
- フリーダム・コンボイ運動を支持
- 銃規制強化には反対